# Póvoa de Midões
Póvoa de Midões is een plaats (freguesia) in de Portugese gemeente Tábua en telt 660 inwoners (2001).